# ФК „Сморгон“
ФК „Сморгон“ (на беларуски: ДУФКіС «Футбольны клуб „Смаргонь“») e футболен отбор от Беларуската висша лига, от едноименния град Сморгон, Сморгонски район. 

## История
Клубът е основан 1978 като „Вилия“. Отборът се включва веднага в първенствата на СССР (втора зона), но заради слаби резултати само за две години ръководителите закриват отбора като безперспективен. След това следва ново откриване, този път като „Станкостроител“. Отборът представлява Оптическия машиностроителен Сморгонски завод. Това се случва през 1987 година. Той се включва в шампионата на ДФСО на профсъюзите на БССР.
Домакинските си срещи играе на стадион „Юност“, който е с капацитет 2650 места.

## Предишни имена
| Години      | Име                              |
| ----------- | -------------------------------- |
| 1978 – 1979 | „Вилия“.                         |
| 1987 – 1993 | „Станкостроител“ Станкостроитель |
| 1993        | „Комуналник“ Коммунальник        |
| 1993 –      | „Сморгонь“ Сморгонь              |

## Успехи
( Беларуска ССР) 
- Шампионат на Беларуска ССР
  -  Бронзов медалист (1): 1990
- Шампионат на ДФСО на профсъюзите на БССР
  - 5-о място (1): 1988

- Висша лига:
  - 8-мо място (1): 2008
- Купата на Беларус: 
  - 1/8 финалист (5): 2008, 2009, 2013, 2015, 2016
- Д2 (2 ниво)
  -  Сребърен медалист (2): 2006, 2022
  -  Бронзов медалист (3): 2003, 2004, 2005
- Д3 (3 ниво)
  -  Сребърен медалист (1): 2001
- Д4 (4 ниво)
  -  Победител (1): 1997